# 1. Fußball-Club Kaiserslautern 1979-1980
Questa voce raccoglie le informazioni riguardanti il 1. Fußball-Club Kaiserslautern nelle competizioni ufficiali della stagione 1979-1980.

## Stagione
Nella stagione 1979-1980 il Kaiserslautern, allenato da Karlheinz Feldkamp, concluse il campionato di Bundesliga al 3º posto. In Coppa di Germania il Kaiserslautern fu eliminato al secondo turno dal Darmstadt. In Coppa UEFA il Kaiserslautern fu eliminato ai quarti di finale dal Bayern Monaco.

## Rosa
| N. |                     | Ruolo | Calciatore          |
| -- | ------------------- | ----- | ------------------- |
|    | Svezia (bandiera)   | P     | Ronnie Hellström    |
|    | Germania (bandiera) | P     | Armin Reichel       |
|    | Germania (bandiera) | P     | Josef Stabel        |
|    | Germania (bandiera) | D     | Hans-Peter Briegel  |
|    | Germania (bandiera) | D     | Michael Dusek       |
|    | Germania (bandiera) | D     | Jürgen Groh         |
|    | Germania (bandiera) | D     | Reinhard Meier      |
|    | Germania (bandiera) | D     | Hans-Günter Neues   |
|    | Germania (bandiera) | D     | Michael Schuhmacher |
|    | Germania (bandiera) | D     | Peter Schwarz       |
|    | Germania (bandiera) | D     | Wolfgang Wolf       |
|    | Germania (bandiera) | C     | Karl-Heinz Bickert  |
|    | Germania (bandiera) | C     | Hans Bongartz       |

| N. |                     | Ruolo | Calciatore      |
| -- | ------------------- | ----- | --------------- |
|    | Germania (bandiera) | C     | Lutz Eigendorf  |
|    | Germania (bandiera) | C     | Jörn Kaminke    |
|    | Germania (bandiera) | C     | Werner Melzer   |
|    | Germania (bandiera) | C     | Werner Mörsdorf |
|    | Germania (bandiera) | C     | Josef Pirrung   |
|    | Germania (bandiera) | C     | Johannes Riedl  |
|    | Germania (bandiera) | A     | Axel Brummer    |
|    | Germania (bandiera) | A     | Bernd Dobiasch  |
|    | Germania (bandiera) | A     | Reiner Geye     |
|    | Germania (bandiera) | A     | Dieter Kolath   |
|    | Svezia (bandiera)   | A     | Benny Wendt     |
|    | Germania (bandiera) | A     | Arno Wolf       |

## Organigramma societario
Area tecnica
- Allenatore: Karlheinz Feldkamp
- Allenatore in seconda:
- Preparatore dei portieri:
- Preparatori atletici:

## Calciomercato

### Sessione estiva
| Acquisti | Acquisti     | Acquisti  | Acquisti |
| R.       | Nome         | da        | Modalità |
| -------- | ------------ | --------- | -------- |
| C        | Jörn Kaminke | Pirmasens |          |

| Cessioni | Cessioni      | Cessioni  | Cessioni |
| R.       | Nome          | a         | Modalità |
| -------- | ------------- | --------- | -------- |
| C        | Uwe Mackensen | St. Pauli |          |
| D        | Günter Menges | Darmstadt |          |

### Sessione invernale
| Acquisti | Acquisti | Acquisti | Acquisti |
| R.       | Nome     | da       | Modalità |
| -------- | -------- | -------- | -------- |

| Cessioni | Cessioni         | Cessioni       | Cessioni |
| R.       | Nome             | a              | Modalità |
| -------- | ---------------- | -------------- | -------- |
| A        | Klaus Toppmöller | Dallas Tornado |          |

## Risultati

### Bundesliga

#### Girone di andata
| Arbitro: | Aldinger |

|                                        |           |  |
| Neues 14’ Geye 42’, 66’ Toppmöller 77’ | Marcatori |  |

| Arbitro: | Hennig |

|                                             |           |              |
| Förster 48’ Ohlicher 70’ Volkert 84’ (rig.) | Marcatori | 88’ Bongartz |

| Arbitro: | Assenmacher |

|                      |           |  |
| Pirrung 10’ Geye 80’ | Marcatori |  |

| Arbitro: | Ross |

|                                |           |          |
| Glowacz 27’, 49’ Bruckmann 83’ | Marcatori | 40’ Geye |

| Arbitro: | Roth |

|                            |           |                          |
| Toppmöller 15’ Kaminke 23’ | Marcatori | 31’ Boljat 43’ Abramczik |

| Arbitro: | Risse |

|                  |           |  |
| Kaltz 78’ (rig.) | Marcatori |  |

| Arbitro: | Horstmann |

|                                            |           |                       |
| Briegel 18’ Geye 23’ Wolf 55’ Dobiasch 76’ | Marcatori | 14’ Lienen 78’ Nickel |

| Arbitro: | Waltert |

|                      |           |  |
| Niedermayer 38’, 82’ | Marcatori |  |

| Arbitro: | Burgers |

|                                    |           |  |
| Wolf 21’ Neues 32’, 79’ Melzer 43’ | Marcatori |  |

| Arbitro: | Aldinger |

|           |           |          |
| Dietz 41’ | Marcatori | 90’ Geye |

| Bochum 2 novembre 1979, ore 20:00 CET 11ª giornata | Bochum   | 0 – 0 referto | Kaiserslautern | Ruhrstadion (30 000 spett.)\| Arbitro: \| Schmoock \| |
| Arbitro:                                           | Schmoock |               |                |                                                       |

| Arbitro: | Gabor |

|  |           |                |
|  | Marcatori | 65’ Hölzenbein |

| Arbitro: | Redelfs |

|                 |           |  |
| Müller 49’, 82’ | Marcatori |  |

| Arbitro: | Stäglich |

|                    |           |                |
| Wendt 8’, 10’, 19’ | Marcatori | 55’ Offermanns |

| Arbitro: | Dreher |

|                                     |           |                      |
| Held 36’ Funkel 59’ (rig.) Heym 62’ | Marcatori | 65’, 74’ Schuhmacher |

| Arbitro: | Messmer |

|                                  |           |              |
| Melzer 39’ Pirrung 42’ Wendt 75’ | Marcatori | 79’ Hofeditz |

| Arbitro: | Brückner |

|                                                                   |           |                       |
| Meyer 6’ Burgsmüller 11’, 88’ Vöge 48’ Geyer 59’ Huber 78’ (rig.) | Marcatori | 12’ Neues 71’ Pirrung |

#### Girone di ritorno
| Arbitro: | Horstmann |

|                                                      |           |           |
| Dusend 6’, 65’ Allofs 54’, 62’ Bommer 58’ Wenzel 60’ | Marcatori | 64’ Wendt |

| Arbitro: | Waltert |

|                           |           |             |
| Geye 55’ Neues 78’ (rig.) | Marcatori | 83’ Förster |

| Arbitro: | Ahlenfelder |

|  |           |             |
|  | Marcatori | 57’ Kaminke |

| Arbitro: | Niemann |

|                                                |           |  |
| Melzer 65’ Wendt 68’ Neues 83’ (rig.) Geye 90’ | Marcatori |  |

| Arbitro: | Michel |

|                         |           |           |
| Kremers 9’ Rüssmann 64’ | Marcatori | 83’ Wendt |

| Arbitro: | Hennig |

|                                               |           |                  |
| Wendt 48’ Neues 73’ (rig.) Geye 85’ Riedl 89’ | Marcatori | 18’, 56’ Hartwig |

| Arbitro: | Ross |

|  |           |                                |
|  | Marcatori | 37’ Neues 44’ Briegel 55’ Geye |

| Arbitro: | Burgers |

|          |           |                |
| Geye 60’ | Marcatori | 35’ Rummenigge |

| Arbitro: | Clajus |

|  |           |                    |
|  | Marcatori | 43’ Neues 68’ Geye |

| Arbitro: | Schmoock |

|                                     |           |                           |
| Meier 8’, 31’ Wendt 73’ Pirrung 74’ | Marcatori | 44’ Fruck 78’ Grillemeier |

| Arbitro: | Redelfs |

|                                       |           |            |
| Melzer 61’, 88’ Groh 77’ Bongartz 81’ | Marcatori | 55’ Kaczor |

| Arbitro: | Brückner |

|                                     |           |                                                  |
| Nickel 6’ Cha 18’ Lorant 58’ (rig.) | Marcatori | 19’, 90’ Wendt 65’, 68’ Briegel 88’ (rig.) Neues |

| Arbitro: | Walz |

|                        |           |  |
| Geye 18’ Eigendorf 52’ | Marcatori |  |

| Arbitro: | Uhlig |

|                          |           |                                     |
| Möhlmann 48’ Behrens 57’ | Marcatori | 14’ Briegel 44’, 83’ Riedl 87’ Geye |

| Arbitro: | Ross |

|                                        |           |  |
| Riedl 16’ Neues 23’ Wendt 63’ Geye 84’ | Marcatori |  |

| Arbitro: | Waltert |

|                                |           |               |
| Scheller 14’, 90’ Hofeditz 47’ | Marcatori | 16’, 24’ Geye |

| Arbitro: | Michel |

|                  |           |                         |
| Briegel 69’, 87’ | Marcatori | 23’ Schneider 79’ Frank |

### Coppa di Germania
| Arbitro: | Walz |

|                                 |           |  |
| Neues 20’ (rig.) Toppmöller 78’ | Marcatori |  |

| Arbitro: | Hontheim |

|                                                |           |  |
| Bechtold 23’ Neumann 40’ Seiler 58’ Weiler 87’ | Marcatori |  |

### Coppa UEFA
| Arbitro: | Ponnet |

|             |           |                                        |
| Zwicker 83’ | Marcatori | 20’ (rig.) Neues 81’ Bongartz 84’ Wolf |

| Arbitro: | Valentine |

|                                                |           |           |
| Melzer 15’, 46’ Kaminke 29’ Wendt 52’ Geye 85’ | Marcatori | 16’ Zappa |

| Arbitro: | Carpenter |

|           |           |              |
| Costa 48’ | Marcatori | 56’ Bongartz |

| Arbitro: | Ok |

|                           |           |  |
| Geye 26’ Neues 63’ (rig.) | Marcatori |  |

| Arbitro: | Platopoulos |

|  |           |                        |
|  | Marcatori | 14’ Wendt 55’ Bongartz |

| Arbitro: | Muro |

|                                                                                    |           |               |
| Neues 47’ (rig.) Melzer 52’ Brummer 62’ Kaminke 66’ Bongartz 78’ Stabel 90’ (rig.) | Marcatori | 54’ Borostyán |

| Arbitro: | Krchňák |

|             |           |  |
| Brummer 57’ | Marcatori |  |

| Arbitro: | Dudin |

|                                                |           |           |
| Hoeneß 35’, 82’ Janzon 60’ Breitner 73’ (rig.) | Marcatori | 12’ Wendt |

## Statistiche

### Statistiche di squadra
| Competizione      | Punti | In casa | In casa | In casa | In casa | In casa | In casa | In trasferta | In trasferta | In trasferta | In trasferta | In trasferta | In trasferta | Totale | Totale | Totale | Totale | Totale | Totale | DR  |
| Competizione      | Punti | G       | V       | N       | P       | Gf      | Gs      | G            | V            | N            | P            | Gf           | Gs           | G      | V      | N      | P      | Gf     | Gs     | DR  |
| ----------------- | ----- | ------- | ------- | ------- | ------- | ------- | ------- | ------------ | ------------ | ------------ | ------------ | ------------ | ------------ | ------ | ------ | ------ | ------ | ------ | ------ | --- |
| Bundesliga        | 41    | 17      | 13      | 3       | 1       | 49      | 16      | 17           | 5            | 2            | 10           | 26           | 37           | 34     | 18     | 5      | 11     | 75     | 53     | +22 |
| Coppa di Germania | -     | 1       | 1       | 0       | 0       | 2       | 0       | 1            | 0            | 0            | 1            | 0            | 4            | 2      | 1      | 0      | 1      | 2      | 4      | -2  |
| Coppa UEFA        | -     | 4       | 4       | 0       | 0       | 14      | 2       | 4            | 2            | 1            | 1            | 7            | 6            | 8      | 6      | 1      | 1      | 21     | 8      | +13 |
| Totale            | 41    | 22      | 18      | 3       | 1       | 65      | 18      | 22           | 7            | 3            | 12           | 33           | 47           | 44     | 25     | 6      | 13     | 98     | 65     | +33 |

### Andamento in campionato
| Giornata  | 1 | 2 | 3 | 4 | 5 | 6  | 7 | 8  | 9 | 10 | 11 | 12 | 13 | 14 | 15 | 16 | 17 | 18 | 19 | 20 | 21 | 22 | 23 | 24 | 25 | 26 | 27 | 28 | 29 | 30 | 31 | 32 | 33 | 34 |
| --------- | - | - | - | - | - | -- | - | -- | - | -- | -- | -- | -- | -- | -- | -- | -- | -- | -- | -- | -- | -- | -- | -- | -- | -- | -- | -- | -- | -- | -- | -- | -- | -- |
| Luogo     | C | T | C | T | C | T  | C | T  | C | T  | T  | C  | T  | C  | T  | C  | T  | T  | C  | T  | C  | T  | C  | T  | C  | T  | C  | C  | T  | C  | T  | C  | T  | C  |
| Risultato | V | P | V | P | N | P  | V | P  | V | N  | N  | P  | P  | V  | P  | V  | P  | P  | V  | V  | V  | P  | V  | V  | N  | V  | V  | V  | V  | V  | V  | V  | P  | N  |
| Posizione | 1 | 6 | 2 | 6 | 9 | 12 | 8 | 11 | 7 | 8  | 9  | 9  | 12 | 9  | 11 | 9  | 10 | 12 | 11 | 9  | 9  | 9  | 9  | 8  | 8  | 7  | 5  | 5  | 4  | 4  | 4  | 4  | 4  | 3  |

Legenda:

Luogo: C = Casa; T = Trasferta. Risultato: V = Vittoria; N = Pareggio; P = Sconfitta.

### Statistiche dei giocatori
| Giocatore      | Bundesliga | Bundesliga | Bundesliga  | Bundesliga | Coppa di Germania | Coppa di Germania | Coppa di Germania | Coppa di Germania | Coppa UEFA | Coppa UEFA | Coppa UEFA  | Coppa UEFA | Totale   | Totale | Totale      | Totale     |
| Giocatore      | Presenze   | Reti       | Ammonizioni | Espulsioni | Presenze          | Reti              | Ammonizioni       | Espulsioni        | Presenze   | Reti       | Ammonizioni | Espulsioni | Presenze | Reti   | Ammonizioni | Espulsioni |
| -------------- | ---------- | ---------- | ----------- | ---------- | ----------------- | ----------------- | ----------------- | ----------------- | ---------- | ---------- | ----------- | ---------- | -------- | ------ | ----------- | ---------- |
| K. Bickert     | 0          | 0          | 0           | 0          | 0                 | 0                 | 0                 | 0                 | 0          | 0          | 0           | 0          | 0        | 0      | 0           | 0          |
| H. Bongartz    | 34         | 2          | 2           | 0          | 2                 | 0                 | 0                 | 0                 | 7          | 4          | 0           | 0          | 43       | 6      | 2           | 0          |
| H. Briegel     | 33         | 7          | 2           | 0          | 2                 | 0                 | 0                 | 0                 | 7          | 0          | 0           | 0          | 42       | 7      | 2           | 0          |
| A. Brummer     | 12         | 0          | 1           | 0          | 0                 | 0                 | 0                 | 0                 | 3          | 2          | 0           | 0          | 15       | 2      | 1           | 0          |
| B. Dobiasch    | 4          | 1          | 0           | 0          | 1                 | 0                 | 0                 | 0                 | 1          | 0          | 0           | 0          | 6        | 1      | 0           | 0          |
| M. Dusek       | 16         | 0          | 3           | 0          | 0                 | 0                 | 0                 | 0                 | 2          | 0          | 0           | 0          | 18       | 0      | 3           | 0          |
| L. Eigendorf   | 7          | 1          | 0           | 0          | 0                 | 0                 | 0                 | 0                 | 0          | 0          | 0           | 0          | 7        | 1      | 0           | 0          |
| R. Geye        | 33         | 17         | 3           | 0          | 2                 | 0                 | 0                 | 0                 | 8          | 2          | 0           | 0          | 43       | 19     | 3           | 0          |
| J. Groh        | 33         | 1          | 3           | 0          | 2                 | 0                 | 1                 | 0                 | 8          | 0          | 0           | 0          | 43       | 1      | 4           | 0          |
| R. Hellström   | 30         | 0          | 0           | 0          | 2                 | 0                 | 0                 | 0                 | 7          | 0          | 0           | 0          | 39       | 0      | 0           | 0          |
| J. Kaminke     | 14         | 2          | 0           | 0          | 0                 | 0                 | 0                 | 0                 | 4          | 2          | 0           | 0          | 18       | 4      | 0           | 0          |
| D. Kolath      | 0          | 0          | 0           | 0          | 1                 | 0                 | 0                 | 0                 | 0          | 0          | 0           | 0          | 1        | 0      | 0           | 0          |
| R. Meier       | 8          | 2          | 1           | 0          | 0                 | 0                 | 0                 | 0                 | 1          | 0          | 0           | 0          | 9        | 2      | 1           | 0          |
| W. Melzer      | 33         | 5          | 5           | 0          | 2                 | 0                 | 0                 | 0                 | 7          | 3          | 0           | 0          | 42       | 8      | 5           | 0          |
| W. Mörsdorf    | 0          | 0          | 0           | 0          | 0                 | 0                 | 0                 | 0                 | 1          | 0          | 0           | 0          | 1        | 0      | 0           | 0          |
| H. Neues       | 32         | 11         | 7           | 0          | 2                 | 1                 | 1                 | 0                 | 8          | 3          | 0           | 0          | 42       | 15     | 8           | 0          |
| J. Pirrung     | 17         | 4          | 3           | 0          | 2                 | 0                 | 0                 | 0                 | 4          | 0          | 0           | 0          | 23       | 4      | 3           | 0          |
| A. Reichel     | 0          | 0          | 0           | 0          | 0                 | 0                 | 0                 | 0                 | 0          | 0          | 0           | 0          | 0        | 0      | 0           | 0          |
| J. Riedl       | 24         | 4          | 1           | 0          | 0                 | 0                 | 0                 | 0                 | 3          | 0          | 0           | 0          | 27       | 4      | 1           | 0          |
| M. Schuhmacher | 12         | 2          | 0           | 0          | 1                 | 0                 | 1                 | 0                 | 4          | 0          | 0           | 0          | 17       | 2      | 1           | 0          |
| P. Schwarz     | 10         | 0          | 1           | 0          | 2                 | 0                 | 1                 | 0                 | 4          | 0          | 0           | 0          | 16       | 0      | 2           | 0          |
| J. Stabel      | 6          | 0          | 0           | 0          | 0                 | 0                 | 0                 | 0                 | 1          | 1          | 0           | 0          | 7        | 1      | 0           | 0          |
| K. Toppmöller  | 5          | 2          | 0           | 0          | 1                 | 1                 | 0                 | 0                 | 0          | 0          | 0           | 0          | 6        | 3      | 0           | 0          |
| B. Wendt       | 29         | 12         | 2           | 0          | 1                 | 0                 | 0                 | 0                 | 8          | 3          | 0           | 0          | 38       | 15     | 2           | 0          |
| A. Wolf        | 11         | 0          | 0           | 0          | 1                 | 0                 | 0                 | 0                 | 5          | 0          | 0           | 0          | 17       | 0      | 0           | 0          |
| W. Wolf        | 16         | 2          | 2           | 0          | 1                 | 0                 | 0                 | 0                 | 6          | 1          | 0           | 0          | 23       | 3      | 2           | 0          |